# Кандлвуд Лејк (Охајо)
Кандлвуд Лејк (енгл. Candlewood Lake) насељено је место без административног статуса у америчкој савезној држави Охајо.

## Демографија
По попису из 2010. године број становника је 1.147.
| Група             | 2000.    | 2010.         |
| Белци             | 0 (0,0%) | 1.118 (97,5%) |
| Афроамериканци    | 0 (0,0%) | 4 (0,3%)      |
| Азијати           | 0 (0,0%) | 5 (0,4%)      |
| Хиспаноамериканци | 0 (0,0%) | 8 (0,7%)      |
| Укупно            | 0        | 1.147         |